# Interim di Augusta

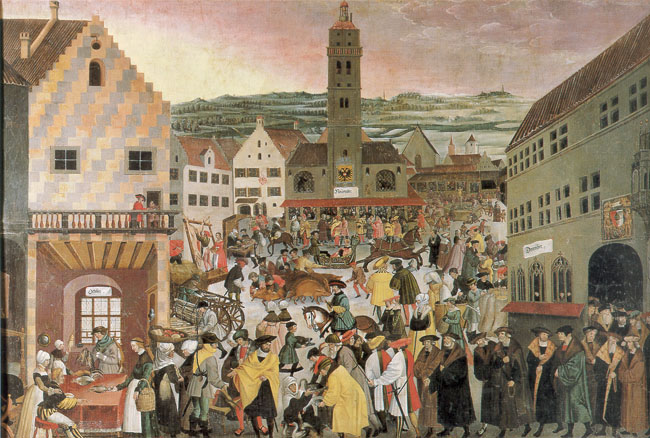
Augusta intorno al 1550 (Dipinto di Heinrich Vogtherr)

L'Interim di Augusta  ("Dichiarazione di Sua Maestà imperiale romana sul rispetto della religione all'interno del Sacro Impero fino alla decisione del Consiglio generale") fu firmato nell'omonima città da Carlo V e dai protestanti, nel 1548, ponendo fine ad anni di scontri. La locuzione deriva dal carattere provvisorio (in latino interim vuol dire frattanto).

## Storia
L'imperatore convocò il Reichstag ad Augusta, requisì la cattedrale e proclamò l'Interim che stabiliva il ritorno dei protestanti a una forma religiosa intermedia, con l'ammissione del matrimonio degli ecclesiastici, senza aspettare le conclusioni del concilio di Trento. Parte dei protestanti si adeguò all'interim, ma alcuni teologi come Andreas Musculus si opposero apertamente e furono costretti a lasciare la città. Ugualmente si ribellarono città come Strasburgo. Era in gioco il diritto dei principi e delle città di aderire alla religione luterana (rimanevano escluse le altre confessioni protestanti) trattenendo i beni secolarizzati. Tale soluzione fu poi confermata nel 1555 dalla Pace religiosa di Augusta, che fu sanzionata da Ferdinando I, il fratello di Carlo V, che, succedutogli nell'impero, ma non ancora incoronato aveva il nome di Re dei Romani, e che aveva stabilito l'anno normale, l'anno cioè dopo il quale non erano riconosciute le secolarizzazioni, al 1552.